# MyBB
MyBB (MyBulletinBoard) — бесплатный веб-форум, написанный на PHP. В качестве базы данных могут быть использованы MySQL, PostgreSQL и SQLite. C 12 сентября 2008 распространяется под лицензией GPL v3.

## История
MyBB был начат в 2002 Крисом Бултоном (Chris Boulton) как продолжение работ по форку EXtreme Message Board. Первая версия форума MyBB RC1 была выпущена 10 декабря 2003.

### MyBB 1.6
3 августа 2010 года вышла новая версия форума, которая включает около 50 изменений и новых функций. Требует PHP 5.1 или выше.
Support for MyBB 1.6.x has ended (October 1, 2015)

### MyBB 1.8
23 января 2012 года вышла альфа-версия движка 1.8, включающая новую тему оформления и доступная для скачивания на github. Однако её разработка еще не окончена, хотя её релиз был запланирован еще на май 2012 года.
MyBB 1.8.6, 1.6.18 & Merge System 1.8.6 Release (September 7, 2015)

### MyBB 2.0
Вслед за выпуском финальной версии 1.8 планируется начало работы над следующей мажорной версией программы. Запланированы глубокие изменения кода, построенного на другом фреймворке, новая тема по умолчанию и большое количество новых функций. График разработки MyBB 2.0 остается неизвестным.

## Поддержка русского языка
Поддержка русского языка у MyBB появилась лишь спустя восемь лет после выхода первой версии продукта. По состоянию на 24 ноября 2015 года форум поддержки русскоязычных пользователей снова работает.

## MyBB Rus
MyBB Rus — это проект русской локализации, полностью переведённый и с некоторыми изменениями в плане функций. 